# Jean-Louis Brunaux
Pour les articles homonymes, voir Brunaux.
Jean-Louis Brunaux, né en 1953 à Lachelle, est un archéologue français spécialiste de la civilisation gauloise.

## Biographie
Fils de garagiste, Jean-Louis Brunaux est né à Lachelle, dans l'Oise, en 1953. Il entre au Centre national de la recherche scientifique (C.N.R.S.) en 1984, où il est rattaché au laboratoire d’archéologie de l’École Normale supérieure (E.N.S.). Il a dirigé de nombreuses fouilles sur les sites gaulois de Picardie, à Gournay-sur-Aronde, Saint-Maur, La Chaussée-Tirancourt et Montmartin. 
Il a publié plusieurs monographies sur les résultats de ses recherches archéologiques ainsi que des ouvrages de synthèse.

## Travaux
Il tente de faire le point sur les religions gauloises à l'aide de découvertes archéologiques récentes. Il soutient en particulier que la religion des druides ressemblait à une école philosophique « à la grecque », fortement influencée par celle de Pythagore. Dans sa présentation des druides, il s'oppose de manière virulente aux travaux de Françoise Le Roux et de Christian-Joseph Guyonvarc'h, qui pour lui incarnent « le celtisme le plus étroit, le plus idéologique et, par là, totalement imaginaire » et auxquels il reproche d'avoir « déshistorisé » la question.
Il donne une origine « orientale » à la religion celtique. Cette religion, selon les découvertes archéologiques, aurait accordé « une place essentielle à l'âme » ce qu'il rapproche des religions perses et védiques comme avaient pu le faire les spécialistes de mythologie comparée parlant davantage de « parallélismes » que d'« origine » orientale. Il avance que la religion celte « semble être parvenue en Europe en provenance d'Asie centrale ».

## Publications

### Ouvrages
- Les Gaulois : Sanctuaires et rites, Errance, coll. « Hespérides », 1986 (ISBN 978-2-903442-27-9).
- Avec André Rapin, Gournay II : Boucliers et lances (Ruprin)/Dépôts et trophées (Brunaux), Errance, coll. « Revue archéologique de Picardie », 1988 (ISBN 978-2-903442-75-0).
- Avec Bernard Lambot, Guerre et armement chez les Gaulois : 450 - 52 av. J.-C, Errance, coll. « Hespérides », 1987 (ISBN 978-2-903442-62-0).
- (en) The Celtic Gauls : Gods, Rites and Sanctuaries, Seaby, 1988, 154 p. (ISBN 978-1-85264-009-5).
- Les religions gauloises : rituels celtiques de la Gaule indépendante, Paris, Errance, 1996, 216 p. (ISBN 2-87772-128-0, présentation en ligne). Nouvelle édition revue, augmentée et illustrée : Les religions gauloises (Ve-Ier siècles av. J.-C.) : nouvelles approches sur les rituels celtiques de la Gaule indépendante  (trad. du grec ancien), Paris, Errance, 2000, 271 p. (ISBN 2-87772-192-2, présentation en ligne). Nouvelle édition augmentée : Les religions gauloises (Ve-Ier siècles av. J.-C.), Paris, Errance, coll. « Biblis » (no 151), 2016, 469 p. (ISBN 978-2-271-09328-8).
- Avec Patrice Méniel, La résidence aristocratique de Montmartin (Oise) : Du IIIe au IIe s. av. J.-C, Maison des Sciences de l'Homme, coll. « Documents d'archéologie française Archéologie préventive », 1997 (ISBN 978-2-7351-0620-2).
- Guerre et religion en Gaule : essai d'anthropologie celtique, Paris, Errance, 2003, 179 p. (ISBN 2-87772-259-7, présentation en ligne).
- Les Gaulois, Belles Lettres, coll. « Guide Belles Lettres des civilisations », 2005 (ISBN 978-2-251-41028-9, présentation en ligne).
- Les druides : Des philosophes chez les barbares, Paris, Seuil, 2006 (ISBN 978-2-02-079653-8, présentation en ligne).
- Nos ancêtres les Gaulois, Paris, Éditions du Seuil, coll. « L'univers historique », 2008, 299 p. (ISBN 978-2-02-094321-5, présentation en ligne). Réédition : Nos ancêtres les Gaulois, Paris, Éditions Points, coll. « Points. Histoire », 2015, 327 p., poche (ISBN 978-2-7578-5373-3).
- Les Gaulois expliqués à ma fille, Seuil, 2010 (ISBN 978-2-02-099660-0, présentation en ligne).
- Voyage en Gaule, Seuil, 2011 (ISBN 978-2-02-094312-3).
- Les Gaulois : Les fiers ennemis de Rome, Gremese, coll. « Histoire et légendes », 2011 (ISBN 978-88-7301-740-0).
- Alésia : 27 septembre 52 av. J.-C., Gallimard, coll. « Les journées qui ont fait la France », 2012 (ISBN 978-2-07-012357-5).
- Les Celtes : Histoire d'un mythe, Paris, Belin, coll. « Histoire », 2014 (ISBN 978-2-7011-7719-9).
- La Gaule : une redécouverte (Documentation photographique n°8105), CNRS éditions, mai-juin 2015 (EAN 3303331281054).
- L'Enquête gauloise  : De Massilia à Jules César  (ill. Nicoby) (Bande dessinée), La Revue dessinée/La Découverte, coll. « Histoire dessinée de la France » (no 2), 2017.
- Vercingétorix, Gallimard, coll. « Biographies NRF », 2018 (ISBN 978-2-07-017892-6).
- Jean-Louis Brunaux, Les Gaulois, Perrin, coll. « Vérités et légendes », 2018 (ISBN 978-2-262-07231-5).
- À la recherche d'Alésia : Des légendes grecques au lieu de mémoire, Dunod, coll. « Ekho », 2022 (ISBN 978-2-10-083413-6).
- La cité des druides : Bâtisseurs de l'ancienne Gaule, Gallimard, coll. « L'esprit de la cité », 2024 (ISBN 978-2-07-014103-6, lire en ligne).

### Chapitres d'ouvrages et articles
- Alain Testart et Jean-Louis Brunaux, « Esclavage et prix de la fiancée : La société thrace au risque de l'ethnographie comparée », Annales. Histoire, Sciences Sociales, vol. 59, no 3,‎ 2004, p. 615-640.
- Alain Testart et Jean-Louis Brunaux, « Don, banquet et funérailles chez les Thraces », L’Homme. Revue française d’anthropologie, no 170,‎ 2004, p. 181–197 (ISSN 0439-4216).
- « Poseidonios, la Gaule et son économie », Revue du Nord, vol. n° 403, no 5,‎ 10 juin 2014, p. 15–23 (ISSN 0035-2624).
- « Quand les Gaulois sont-ils devenus nos ancêtres ? », dans Yves Charles Zarka (éd.), La France en récits, Presses universitaires de France, 17 juin 2020 (ISBN 978-2-13-082444-2), p. 358–369.
- chap. I « Alésia : Une défaite improbable », dans Jean-Christian Petitfils (éd.), Les énigmes de l'histoire de France, Perrin, 2021 (ISBN 978-2-262-10105-3), p. 17–36.

## Prix
- 2019 : Prix Historia de la biographie historique pour Vercingétorix.
- 2013 : Prix du Sénat du livre d'Histoire pour Alésia.
- 2013 : Prix François Millepierres de l'Académie Française pour Alésia.